# Boknafjord
Boknafjord ali Boknafjorden je fjord, bolje rečeno zaliv v okrožju Rogaland na Norveškem. Ogromen fjord leži med mestoma Stavanger in Haugesund in prevladuje nad osrednjim delom okrožja. Glavni del fjorda si delijo občine Kvitsøy, Stavanger, Tysvær, Bokn in Karmøy. Obstaja na desetine manjših fjordov, ki se odcepijo od glavnega dela fjorda in dosežejo večino občin v okrožju. Najdaljši Boknafjord sega približno 96 kilometrov v kopno na najbolj notranji točki Hylsfjordna. Druge pomembne veje so Saudafjorden, Sandsfjorden, Vindafjorden, Hervikfjorden, Førresfjorden, Erfjorden, Jøsenfjorden, Årdalsfjorden, Idsefjorden, Høgsfjorden, Lysefjorden in Gandsfjorden.
Fjord je precej širok in ima veliko otokov, ki so znotraj njegove obale, od katerih so nekateri precej veliki. Nekateri izmed pomembnih otokov so Vestre Bokn, Kvitsøy, Rennesøy, Ombo, Finnøy, Mosterøy in arhipelag Sjernarøyane.

## Promet
Skozi območje poteka evropska pot 39 (E39), ki poteka od južne norveške obale blizu Kristiansanda vzdolž zahodne obale do Trondheima. Severno od Stavangerja poteka cesta iz občine Randaberg v predoru Byfjord, pod odsekom Boknafjorda, znanim kot Byfjord, do otoka Sokn in od tam preko mostov in predora Mastrafjord do Rennesøya. Od tam pelje trajekt do otoka Vestre Bokn in prek mostov nazaj na celino severno od Boknafjorda. V okviru projekta izgradnje ceste Rogfast naj bi s sistemom cestnih predorov E39 naredili brez trajektov.
Druga pomembna cestna povezava na tem območju je Riksvei 13. Cesta prečka južni krak Høgsfjorden med Stavangerjem na zahodu in Tauom na vzhodu v cestnem predoru Ryfylketunnel. Predor je del projekta izgradnje ceste Rogfast.

## Rogfast
Povezava Rogaland s podmorskim predorom Rogfast je ogromen projekt, ki bo zgradil predor pod Boknafjordom in Kvitsøyfjordom, in bo povezoval mesti Stavanger in Haugesund ter na koncu postal del avtocestnega sistema in ceste E39 brez trajektov vzdolž zahodne obale Norveške.  Po cesti bo povezal tudi otoško občino Kvitsøy s celino. To bo svetovni rekord glede na dolžino 27 kilometrov in največjo globino 392 metrov pod morsko gladino. Gradnja se je začela leta 2018. Trenutno je predvideno za odprtje leta 2033.

## Kmetijstvo
Zaščiten je pred Severnim morjem na tak način, da je njegova vzhodna stran eno najbolj znanih sadjarskih območij na Norveškem.